# Bound for Glory (2014)
Bound for Glory (2014) (в переводе с англ. — «В поисках славы») — профессиональное рестлинг PPV-шоу, проводимое федерацией TNA. Шоу прошло 12 октября 2014 года в Korakuen Hall в Токио, Япония. Это шоу стало десятым в линейке Bound for Glory.
Так же это первое PPV TNA, в котором не было матча за главный титул компании, так как записи Impact Wrestling, были записаны аж на 19 ноября.
Мэйн-эвент шоу командный матч Джеймс Шторм и Санада против Тадзири и Великого Муты.

## Создание
Bound for Glory является крупнейшим pay-per-view-шоу промоушена TNA, в котором рестлеры участвуют в различных противостояниях и сюжетных линиях. Рестлеры олицетворяют собою злодеев или героев на ринге. Противостояния проходят таким путём, что сначала, на рядовых эпизодах, обстановка накаляется, а уже на самих праздниках рестлинга то или иное противостояние как правило подходит к своему логическому завершению.
О месте проведения Bound for Glory (2014) стало известно 25 июня 2014 года. На совместной пресс-конференции президента TNA Дикси Картер и президента Wrestle-1 Великого Муты было объявлено, что PPV Bound for Glory (2014) пройдёт в Токио, Японии на арене Korakuen Hall, Которая вмешает не больше 2000 людей.

## Предыстория
Заранее TNA объявили о том, что от их организации в этом шоу участие примут: Самоа Джо, MVP, «Team 3D» (Булли Рэй и Девон), Джеймс Шторм, Великий Санада, Итан Картер III, Лоу Ки и Абисс. Первоначально планировалось, что команда «Волки» (Дэйви Ричардс и Эдди Эдвардс) примут участие в этом шоу, но позднее они были заменены на «Team 3D».
От промоушена Wrestle-1 уже заявлены следующие спортсмены: Великий Мута, Тадзири, Каз Хаяси, Риота Хама, Минору Танака, Казма Сакамото, Энди Ву, Сын Пантеры, Дзиро Куросио и Юсукэ Кодама.
С июня 2014 года Джеймс Шторм вступил в конфронтацию с Санадой, в ходе которой он несколько раз сталкивался с японским рестлером за кулисами. Пару недель подряд он издевался и над наставником Санады — Великим Мутой. Он отвешивал Муте пощёчины, и делал он это лишь для того, чтобы морально сломать Санаду. 24 июля 2014 года на эпизоде Impact!, Шторм вступил в полемику с Мутой, назвал его мошенником, а себя величал «Легендой», причём впоследствии он заменит этим словом своё старое и уже прижившееся прозвище «Ковбой». После того, как Шторм плюнул в лицо Муты своим любимым пивом, к рингу выбежал Санада и прогнал Джеймса с ринга, но затем, неожиданно для всех, Санада ударил стулом своего наставника, а после стал кланяться в сторону Шторма, что привело к довольно странному союзу между рестлерами. На следующей неделе Шторм провозгласил себя новым мастером и наставником Санады. Последующие недели промоушен TNA показывает видеоролики, в которых Шторм как бы учит Санаду быть сильнее, он связывает его и пытается надломить того физически и морально, при этом приговаривая: «Революция Приближается». 27 августа на эпизоде Impact!, Санада начинает называть себя Великим Санадой и сопровождается к рингу под новым именем самим Джеймсом Штормом. В тот вечер вдохновлённый бездействием Великого Муты, Санада, при помощи Шторма, побеждает в одиночном бое Остина Ариеса. 3 сентября на эпизоде Impact!, Ариес вызвал Санаду на ринг и стал говорить ему о том, что тот просто не имеет право называть себя Великим Санадой, так как есть его наставник, которого зовут Великий Мута. Пока Остин лил воду в уши Санады и Шторма, он также позвал к рингу одного из лучших друзей Муты — Тадзири, благодаря чему на ринге завязалась потасовка, где Шторм и Санада противостояли Ариесу и Тадзири. 10 сентября на эпизоде Impact!, Шторм и Санада побеждают Ариеса и Тадзири уже в официальном командном бое. Вся эта заварушка завершится на празднике рестлинга Bound for Glory 2014, где Санада и его новый наставник Джеймс Шторм сразятся в командном бое против Великого Муты и Тадзири.
Также промоушен сообщил о том, что на этом мероприятии Самоа Джо будет защищать титул чемпиона Икс-Дивизиона, а Хэвок титул женской чемпионки TNA, хотя на эпизодах Impact Wrestling, которые предшествовали событию, ни Джо, ни Хэвок чемпионами не являлись. Более того, первоначально планировалось, что Лоу Ки будет защищать титул чемпиона Икс-Дивизиона, а поединок между Хэвок и Вельвет Скай станет стандартным боем 1х1. И Джо и Хэвок так и остались при своих чемпионских титулах, причём и парень и девушка победили своих соперников благодаря проведению болевых приёмов.

## Матчи
| №                                | Результат                                                            | Условия                                         | Время |
| -------------------------------- | -------------------------------------------------------------------- | ----------------------------------------------- | ----- |
| 1                                | Минору Танака победил Маника                                         | Одиночный матч                                  | 9:53  |
| 2                                | Итан Картер III победил Рёту Хаму                                    | Одиночный матч                                  | 5:50  |
| 3                                | МВП победил Сакамото                                                 | Одиночный матч                                  | 8:07  |
| 4                                | Самоа Джо (с) победил Лоу Ки и Каза Хаяси                            | Трёхсторонний матч за чемпионство Икс-Дивизиона | 10:32 |
| 5                                | Дзиро Куросио и Юсукэ Кодама победили Энди Ву и Эль Ихо дель Пантера | Командный матч                                  | 9:15  |
| 6                                | Team 3D (Булли Рей и Дивон) победили Абисса и Томми Дримера          | Командный матч                                  | 12:53 |
| 7                                | Хэвок (c) победила Велвет Скай                                       | Одиночный матч за чемпионство нокаутов TNA      | 6:00  |
| 8                                | Великий Мута и Тадзири победили Джеймса Шторма и Великого Санаду     | Командный матч                                  | 10:56 |
| (c) – чемпион на момент поединка |                                                                      |                                                 |       |

## Оценки
Известный рестлинг-критик Дэйв Мельтцер выставил этому шоу такие оценки:
- Маник против Минору Танака — 3,25
- Итан Картер III против Рёта Хама — 1
- Казма Сакамото против МВП — 1,5
- Самоа Джо (ч) против Лоу Ки против Каз Хаяси (матч за чемпионство Икс-Дивизиона) — 3,75
- Энди Ву и Эль Ихо дель Пантера против Дзиро Куросио и Юсукэ Кодама — 3,25
- Команда 3D (Булли Рэй и Девон) против Томми Дримера и Абисса — 1,75
- Хэвок (ч) против Вельвет Скай (матч за чемпионство нокаутов TNA) — 0,5
- Великий Мута и Тадзири против Великого Санады и Джеймса Шторма — 0,75
  - Средний рейтинг шоу составил приблизительно 1,96 балла